# Retiboletus
Retiboletus — рід грибів родини Boletaceae, що розповсюджені в північних регіонах. Назва вперше опублікована 2002 року.

## Класифікація
Згідно з базою MycoBank до роду Retiboletus відносять 11 офіційно визнаних видів:
- Retiboletus flavoniger
- Retiboletus fuscus
- Retiboletus griseus
- Retiboletus kauffmanii
- Retiboletus nigerrimus
- Retiboletus ornatipes
- Retiboletus pseudogriseus
- Retiboletus retipes
- Retiboletus sinensis
- Retiboletus vinaceipes
- Retiboletus zhangfeii

## Галерея

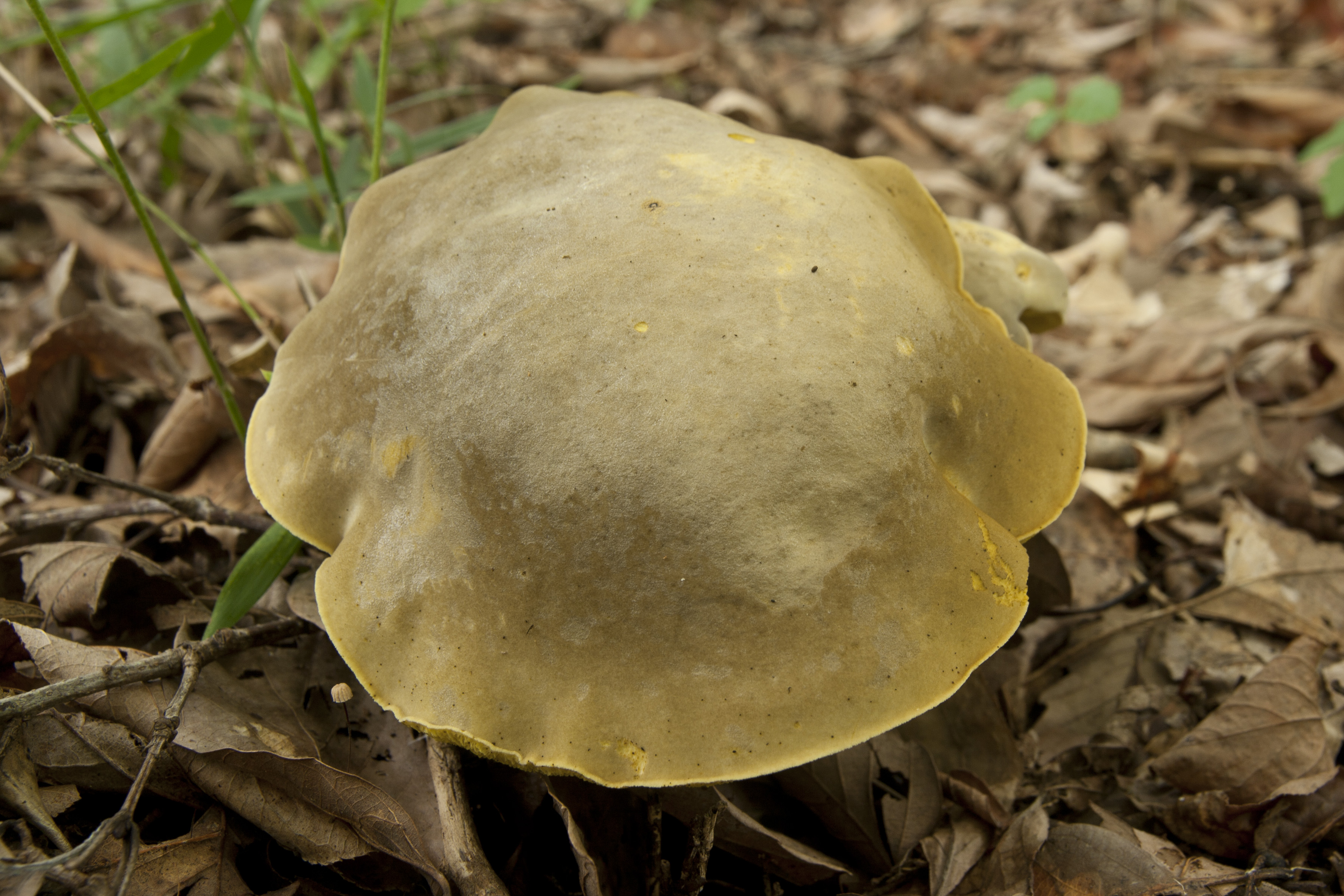
Retiboletus ornatipes
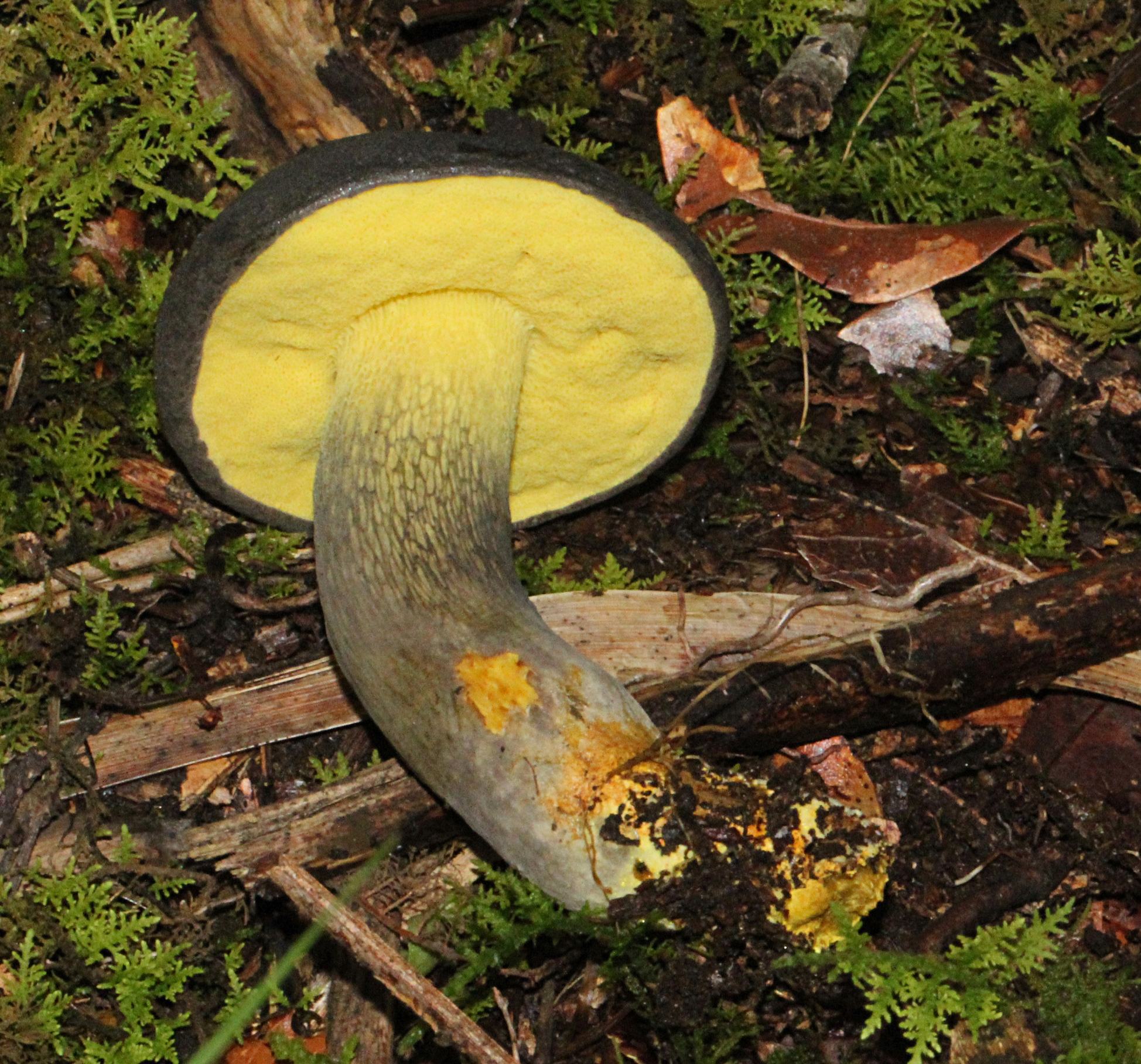
Retiboletus flavoniger
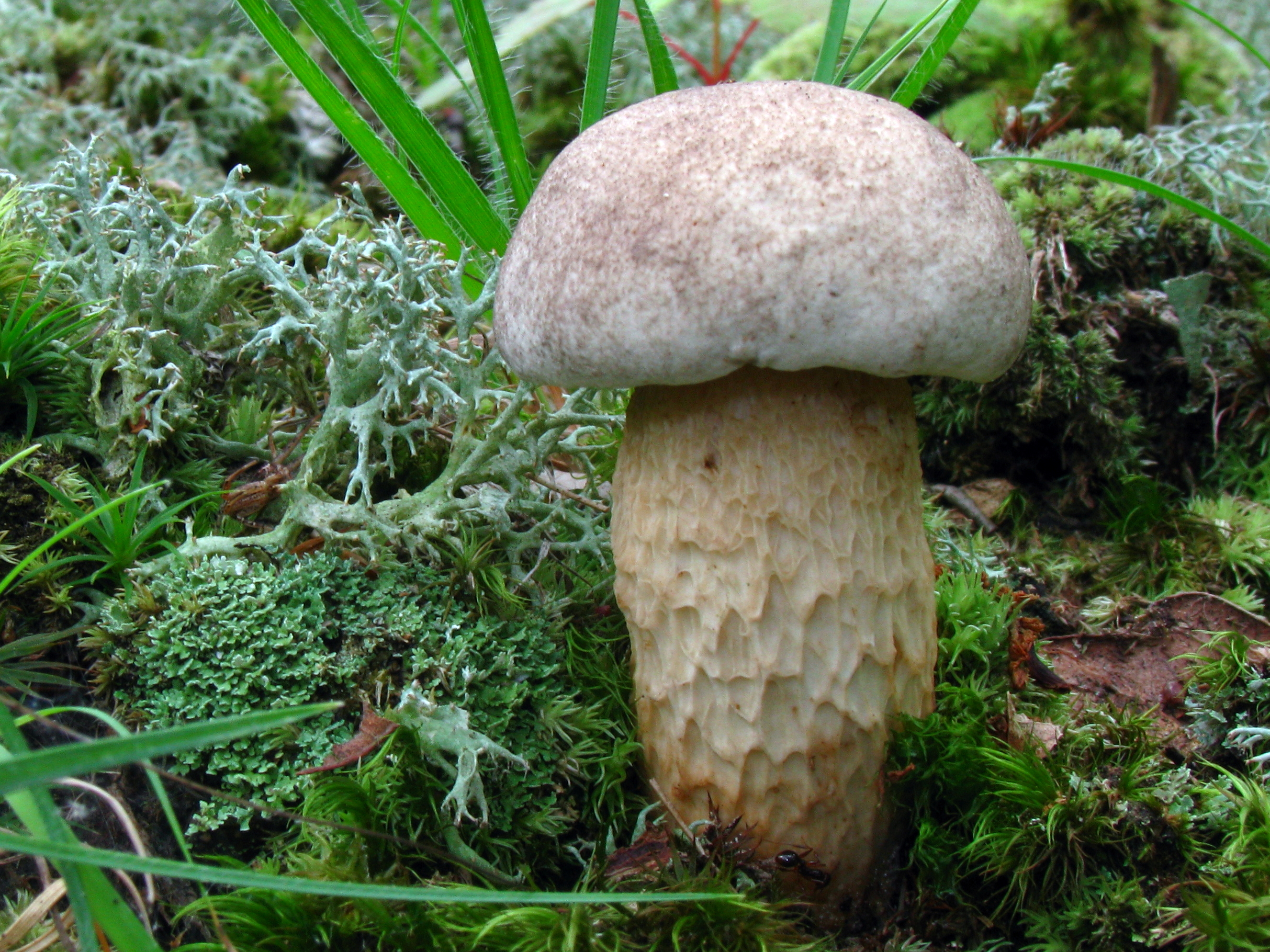
Retiboletus griseus